# Триліси (зупинний пункт)
Трилі́си — пасажирський зупинний пункт Козятинської дирекції Південно-Західної залізниці.
Розташований поблизу села Триліси Фастівського району Київської області на лінії Фастів I — Козятин I між станціями Кожанка (8 км) і Фастів I (11 км).
У XIX столітті на місці зупинного пункту існував блокпост. 1932 року відкрита станція. 1964 року лінія Козятин-Товарний — Фастів I була електрифікована. 2012 року станція перетворена на зупинний пункт.